# Растоака (Вранча)
Растоака (рум. Răstoaca) насеље је у Румунији у округу Вранча у општини Растоака. Oпштина се налази на надморској висини од 31 m.

## Становништво
Према подацима из 2002. године у насељу је живело 2210 становника, од којих су сви румунске националности.